# Neven Bogdanić
Neven Bogdanić (Stari Grad, Hvar), hrvatski matematičar, publicist i beletrističar. Živi i radi u Splitu. Rođen u Starome Gradu na Hvaru, diplomirao je i magistrirao matematiku u Zagrebu. Kao mladi profesor kraće je vrijeme predavao svoj predmet u gimnaziji, a potom više od tri desetljeća na Kemijsko-tehnološkom fakultetu u Splitu, sve do umirovljenja. Objelodanio je dosta članaka (neke od njih u inozemnim izvorima) i napisao mnogo knjiga iz matematike. (Vidjeti "Hrvatski biografski leksikon", 2. sv., Bj - C, str. 66-67, Zagreb - 1989.). Danas se Bogdanić, osim svojom strukom, bavi publicistikom i lijepom književnošću. Svoje radove tiska u raznim novinama i listovima, kao što su: "Slobodna Dalmacija" - Split, "Marija" - Split, "Hrvatsko slovo" - Zagreb, "Novi omanut" - Zagreb,  "Stećak" - Sarajevo...  Literarne priloge također mu objavljuju časopisi: "Crkva u svijetu" - Split, "Hrvatska obzorja" - Split, "Dubrovnik" - Dubrovnik, "Marulić" - Zagreb...
Posljednjih godina izdao je knjige: Jezični priručnik hrvatskog jezika, Split - 1994.; El Shatt naš nezaboravljeni, Split - 1996.; Misli i izreke poznatih, Đakovo - 2000.; Tinovi dragulji, Split - 2000.; Čovjekove nedokučivosti, Đakovo - 2002. Objavio je još djela Dobar dan, antički Stari Grade i dr.